# بئر علی بن خلیفه
بئر علی بن خلیفه (به عربی: بئر علی بن خلیفة) یک منطقهٔ مسکونی در تونس است که در استان صفاقس واقع شده‌است. بئر علی بن خلیفه ۴٬۹۰۵ نفر جمعیت دارد.